# Гуштерански
Гуштерански је мало ненасељено острвце у хрватском делу Јадранског мора у Шибенском архипелагу.
Налази се пред заливом Прислига на острву Жирје. Површина острва износи 0,024 км². Дужина обалне линије је 0,59 км. Највиши врх на острву је висок 21 м.